# Mojzesovo
Mojzesovo, dříve Izdeg (maďarsky Özdöge), je obec na Slovensku v okrese Nové Zámky v Nitranském kraji. V obci je žije přibližně 1 300 obyvatel.

## Historie
Podle archeologických nálezů byla území obce osídleno v neolitu. Další nálezy dokládají osídlení v eneolitu (kultura kanelové keramiky). V době bronzové se předpokládá husté osídlení. Dobu železnou dokládají nálezy v západní části obce a na jižní terasovité vyvýšenině. Je doložené sídliště z 8. století a z doby Velkomoravské říše. Osídlení obce Mojzesovo vzniklo zhruba v polovině 12. století. První písemná zmínka o vsi s názvem Izdeg pochází z roku 1273, kdy jako osada existovala už přibližně 100 let. V roce 1302 obec obsadil Matúš Čák, následně náležela koruně. Od roku 1386 patřila rodu Forgáchů. Mezi pozdější majitelé patřili Esterházyové, Károlyové a Rudňanští. V roce 1498 bylo ve vsi dvacet domů, v roce 1828 žilo v 81 domech 576 obyvatel. Hlavni obživou bylo zemědělství a pěstování tabáku. V letech 1938 až 1945 byla obec na základě první vídeňské arbitráže přičleněna k Maďarsku. V roce 1948 byla tehdejší obec Izdeg přejmenována na Mojzesovo.

## Přírodní poměry
Mojzesovo leží v Podunajské nížině na jižních terasách Požitavské pahorkatiny a v říční nivě levého břehu řeky Nitry. Nadmořská výška území se pohybuje v rozmezí 123–145 m, střed obce leží ve výšce 130 m n. m. Půdní typy zatupují nivní, lužní půdy a černozem. Celková rozloha území obce je 7,484 km², z toho v roce 2020 tvořila 80 % zemědělská půda. Celkové využití půdy (2020): 73 % orná půda, 3 % vinice, 4 % zahrady. V roce 2024 zemědělská půda zaujímala 601,19 ha, z toho 543,13 ha zabírala orná půda, 22,2 ha vinice a 33,16 ha zahrady. Na zastavěnou plochu připadalo 50,63 ha, na vodní plochu 13,67 ha a na lesy 15,25 ha. Obec sousedí:
|                   | Černík            |      |
| Komjatice, Šurany |                   | Maňa |
|                   | Úľany nad Žitavou |      |

## Kostel svatého Ondřeje
V obci stojí římskokatolický barokní farní kostel svatého Ondřeje z roku 1730. Byl rozšířen v letech 1956–1957. Kostel náleží pod římskokatolickou farnost Mojzesovo, děkanát Šurany, diecéze nitranská. Kostel je jednolodní stavba se segmentovým závěrem a představěnou věží. K západní straně byla přistavěna nová loď. Fasády kostela jsou členěné lizénovými rámy. Věž s věžními hodinami je krytá vysokou stanovou střechou. V interiéru se nachází klasicistní kazatelna z roku 1820, křtitelnice z první poloviny 19. století. Varhany s barokní skříni pochází ze začátku 18. století.

## Osobnosti
- Július Vašek, slovenský herec